# Bedenička
Bedenička is een plaats in de gemeente Velika Pisanica in de Kroatische provincie Bjelovar-Bilogora. De plaats telt 23 inwoners (2001).